# Abraham Boualo Kome
Pour les articles homonymes, voir Kome.
Abraham Boualo Kome, né le 2 juillet 1969 à Loum dans la Région du Littoral, est un prélat catholique camerounais, premier évêque de Bafang.

## Biographie
Il est ordonné prêtre le 11 décembre 1999. Benoît XVI le nomme évêque de Bafang le 26 mai 2012. Le 6 juin 2017 il est nommé administrateur apostolique de Bafia, à la suite du décès de Mgr Jean-Marie Benoît Balla, survenu le 31 mai.
Le 3 mai 2019, lors de la 44ème Assemblée plénière des prélats du Cameroun, il est élu Président de la Conférence Épiscopale Nationale du Cameroun en remplacement de Mgr Kleda Samuel, archevêque de Douala arrivé au terme de son deuxième mandat.